# Luigi Mazzei
Luigi Mazzei (Cosenza, 1º giugno 1929 – Palermo, 10 dicembre 2015) è stato un politico italiano.

## Biografia
Nacque a Cosenza da una famiglia di proprietari terrieri di Fuscaldo.
Si laureò in giurisprudenza l'Università La Sapienza di Roma, a 23 anni vinse il concorso in avvocatura dello Stato e gli fu assegnata la sede di Palermo.
In quegli stessi anni iniziò a nutrire la passione per la politica, schierandosi nelle file del PRI di cui fu segretario regionale, divenendo un collaboratore di Ugo La Malfa.
Consigliere d'amministrazione della Cassa del Mezzogiorno e presidente dell'Ente acquedotti siciliani, nel 1972 fu eletto senatore della Repubblica per il Partito Repubblicano Italiano nel collegio di Corleone-Bagheria.
In quella legislatura fu vicepresidente della commissione d'inchiesta sui trattamenti retributivi e normativi. Nel 1976 si candidò alla Camera per il PSI ma non fu eletto.
Il suo nome nel 1980 apparve nella lista degli appartenenti alla P2.
Dopo il pensionamento dall'avvocatura dello Stato, aprì uno studio a Palermo di avvocato amministrativista, con sede anche a Roma.
Tra le varie cause patrocinate nel 1998 assistette le Sorelle Pilliu, le quali furono vittime di un'operazione mafiosa mirata all'edificazione di un palazzo abusivo, costruito danneggiando la loro proprietà.
Morì all'età di 86 anni nel dicembre del 2015.

## Procedimenti giudiziari
Fu arrestato nel 1993 insieme all'ex deputato Nino Drago con l'accusa di concussione per una vicenda riguardante il mercato agroalimentare di Catania, di cui era componente.
Condannato in primo grado nel 1998 a due anni e 4 mesi, fu assolto in appello nel 2000.
Fondatore e socio di maggioranza del centro privato d'eccellenza di nefrologia "Artificial Kidney Center", nel 1998 finì agli arresti domiciliari con l'accusa di truffa al Servizio sanitario nazionale. Fu assolto perché il fatto non sussiste (sentenza n. 1743 del 2004, sez. IV penale del Tribunale di Palermo) e gli venne riconosciuto il diritto al risarcimento del danno per ingiusta detenzione (ordinanza n. 47 del 2007 emessa dalla sez. III civile della Corte di appello di Palermo). 